# Gert Schmittinger
Gert Schmittinger (* 16. Dezember 1933) ist ein ehemaliger deutscher Fußballspieler. Er spielte zwischen 1958 und 1962 für den SC Chemie Halle in der DDR-Oberliga, der höchsten Spielklasse im DDR-Fußball. Dort wurde er in 40 Punktspielen aufgeboten und erzielte 12 Tore.

## Sportliche Laufbahn
Zur Saison 1954/55 wurde beim SC DHfK Leipzig eine Sektion Fußball mit dem Ziel gegründet, eine Kaderschmiede für die DDR-Nationalmannschaft zu entwickeln. Begabte Spieler aus der gesamte DDR wurden in zwei Mannschaften (SC DHfK I und II) zusammengefasst, und beide Teams wurden ohne sportliche Qualifikation in zwei Staffeln der zweitklassigen DDR-Liga eingegliedert. Die Spieler sowohl im Team I als auch im Team II aufgeboten. Zu den ausgewählten Spielern gehörte auch der 20-jährige Gert Schmittinger. Er fand jedoch bei Trainer Kurt Fritzsche wenig Beachtung und wurde nur in einem Punktspiel des Teams I eingesetzt. Das Projekt SC DHfK – Fußball wurde nach der Hinrunde der Saison wegen Erfolglosigkeit beendet, und die Spieler wurden auf andere Fußballmannschaften verteilt.
Schmittinger wurde zum DDR-Ligisten SC Wissenschaft Halle delegiert. Dort wurde er erstmals in der Saison 1956 (umgestellt auf Kalenjahr-Rhythmus) aufgeboten. Er bestritt acht von 26 Punktspielen und erzielte dabei fünf Tore. Auch 1957 gelang ihm nicht der Sprung in die Stammelf, denn er wurde nur in zehn Punktspielen eingesetzt (2 Tore). Im Laufe der Spielzeit 1958 fusionierte der SC Wissenschaft mit dem SC Chemie Halle, und die Wissenschaft-Mannschaft wurde zur 2. Mannschaft des SC Chemie. Für den SC Wissenschaft und den SC Chemie II absolvierte Schmittinger insgesamt 17 DDR-Liga-Spiele und kam auf fünf Tore. Daneben wurde er auch in der Oberligamannschaft des SC Chemie Halle eingesetzt. Zwischen dem 18. und 24. Spieltag (insgesamt 26 Spieltage) wurde er viermal als rechter Stürmer aufgeboten.
Am Ende der Saison 1958 stand der SC Chemie Halle als Absteiger fest. Er musste die Saison 1959 in der DDR-Liga verbringen, schaffte aber den sofortigen Wiederaufstieg. Daran war auch Schmittinger maßgeblich beteiligt, denn er fehlte nur bei einem der 26 Punktspiele und wurde mit 15 Treffern Torschützenkönig der Hallenser. Durch mehrere Verletzungspausen konnte er in der neuen Oberligaspielzeit 1960 nur 18-mal eingesetzt werden, war aber mit elf Meisterschaftstoren erneut erfolgreichster Schütze seiner Mannschaft. 1961/62 wurde der Spielbetrieb im DDR-Fußball wieder auf die Sommer-Frühjahr-Saison umgestellt, dazu wurden in der Oberliga zwischen März 1961 und Juni 1962 39 Punktspiele ausgetragen. Schmittinger wurde erneut durch Verletzungen gehandicapt und wurde, nachdem er 13 Punktspiele absolviert hatte, ab Herbst 1961 nur noch sporadisch in sechs weiteren Meisterschaftsspielen aufgeboten. Nachdem er noch einmal am 39. Spieltag eingesetzt worden war, beendete Schmittinger im Alter von 28 Jahren seine Laufbahn in der DDR-Spitzenliga.
Er kehrte zur Mannschaft von Wissenschaft Halle zurück, die inzwischen als Hochschulsportgemeinschaft (HSG) wiederbelebt worden war. Die HSG war 1961/62 in die viertklassige Bezirksliga abgestiegen, wurde aber 1963/64 nach Einstellung der II. DDR-Liga drittklassig. 1963 wurde Schmittinger mit der HSG Hallenser Bezirksmeister, die Mannschaft konnte sich aber in den Relegationsspielen zur DDR-Liga nicht durchsetzen. Nach der Saison 1963/64 wurde die Fußballsektion der HSG in die Betriebssportgemeinschaft (BSG) Turbine Halle übergeleitet, mit der Schmittinger noch einige Jahre in der Bezirksliga aktiv blieb. In den 1970er Jahren war er ehrenamtlich als Nachwuchstrainer beim Halleschen FC Chemie (Nachfolger des SC Chemie) tätig.